# Легвани
Легвани (груз. ლეღვანი) — село в Грузии, на территории Харагаульского муниципалитета края (мхаре) Имеретия.

## География
Село находится в западной части Грузии, на берегах реки Легвануры (левый приток Чхеримелы), на расстоянии 11 километров к юго-востоку от посёлка городского типа Харагаули, административного центра муниципалитета. Абсолютная высота — 488 метров над уровнем моря.

## Население
По результатам официальной переписи населения 2014 года, в Легвани проживало 679 человек (326 мужчин и 353 женщины). В национальной структуре населения грузины составляли 99,9 %, осетины — 0,1 %.
| Год  | Население, человек |
| ---- | ------------------ |
| 2002 | 934                |
| 2014 | ↘ 679              |